# Philippe Gildas
Philippe Gildas (nombre de nacimiento, Philippe Lepêtre; 12 de noviembre de 1935 – 28 de octubre de 2018) fue un periodista y presentador de televisión y radio francés.

## Biografía
Philippe Lepêtre tomó el pseudónino de Gildas en la radio. Gildas comenzó su carrera en 1962 cuando se convirtió en director de informativos de la radio RTL. En 1969, ficharía por el Office de Radiodiffusion Télévision Française (ORTF). En 1972, sería nombrado editor en jefe de la ORTF, aunque fue cesado en 1974. Fue editor en jefe de France Inter de 1973 a 1974 y, posteriormente, trabajaría en Europe 1 de 1975 a 1986.
En 1985, Gildas comenzaría a trabajar para Canal+ en 1985 como director, dobnde presentaría su propio programa de debate Gildas Direct. Dejaría el programa en 1987 en manos de Philippe Risoli para dirigir Nulle part ailleurs. Nulle part ailleurs fue un programa de entrevistas cómico que tomaba temas serios y les daba un toque humorístico. Gildas ganó un Premio 7 d'or, los premios franceses de la televisión, por este programa en 1994 y 1997.
En 2001, Gildas fue elegido poara ser presidente de CNews después de un acuerdo con Canal+. En 2007, lanzó Vivolta, una cadena de televisión dirigida a los Baby boomers. En 2010, Gildas publicó una autobiografía titulada Comment réussir à la televisión quand on est petit, breton, avec de grandes oreilles?. En 2018, Gildas hizo su última aparición televisiva en el documental televisivo La Télé des années 80: les Dix Ans qui ont tout changé, transmitido por France Télévisions.
Philippe Gildas moriría el 28 de octubre de 2018 después de una larga batalla con el cáncer. Sería enterrado el 5 de noviembre de 2018 en el Cementerio del Père Lachaise.